# Harvelka (potok)
Harvelka – niewielki potok w Beskidach Zachodnich, w północno-zachodniej Słowacji, w regionie Kysuce. Należy do dorzecza Dunaju. Pierwotnie prawobrzeżny dopływ Bystricy. Długość 5,6 km.
Źródła na wysokości ok. 940 m n.p.m. na pn. stokach góry Jasenov (995 m n.p.m.) w grzbiecie wododziałowym nad Orawską Leśną, na pograniczu Kisuc i Orawy. Ciek źródłowy spływa krótko w kierunku pn.-zach., po czym potok zmienia kierunek na pd.-zach. Płynie bezludną doliną, po czym na wysokości 598 m n.p.m. uchodzi do zbiornika zaporowego Nová Bystrica.
Doliną Harvelki biegnie dawna droga z Kisuc do Orawskiej Leśnej na Orawie – obecnie zamknięta dla ruchu samochodowego ze względu na strefę ochrony sanitarnej wyżej wymienionego zbiornika. Do czasu budowy zapory w latach 80. XX w. w dolinie Harvelki leżała wieś Harvelka, obecnie całkowicie wysiedlona.